# Ленинский сквер (Липецк)
Ле́нинский сквер — сквер в Советском округе города Липецка. Расположен в центре города на чётной стороне Первомайской улицы, между домом № 2 и рекой Липовкой.
Сквер был разбит, по всей видимости, после войны. Здесь был установлен бюст И. В. Сталину, поэтому его назвали Ста́линским. Вокруг проложили аллеи, разбили большую клумбу в центре, создали фонтан.
После развенчания культа личности Сталина бюст снесли. В 1961 году сквер переименовали в Ле́нинский (так же назывался сквер на площади Революции). Сегодня его площадь — 12 тысяч м².
В российское время в центре сквера установлен памятник-бюст лётчикам-героям Д. И. Барашеву, В. Н. Травину и Н. С. Подчуфарову, погибшим 20 августа 1943 года. Авторы памятника — скульптор Юрий Бурмистенко и архитектор Н. Р. Полунин.
В сквере стоит закладной камень «на месте, где должен быть сооружён памятник жертвам политических репрессий». К памятнику ежегодно 30 октября приносят цветы.